# Selago swaziensis
Selago swaziensis är en flenörtsväxtart som beskrevs av Rolfeapud Bolus. Selago swaziensis ingår i släktet Selago och familjen flenörtsväxter. Inga underarter finns listade i Catalogue of Life.